# Ronde van Frankrijk 2022/Eenentwintigste etappe
De eenentwintigste etappe van de Ronde van Frankrijk 2022 werd verreden op 24 juli met start in Paris La Défense Arena en finish op de Champs Élysées. Het betrof een vlakke rit over 112 kilometer.

## Koersverloop
In deze slotetappe wordt traditioneel het behalen van de eindoverwinningen in de klassementen gevierd door de ploegen. Na een aantal langzame uren kwam de koers op gang een probeerden een paar kopgroepen een voorsprong uit te bouwen, helaas met weinig succes. In de slotkilometers waagden renners als Filippo Ganna en Tadej Pogačar nog een poging, maar ook zij werden in toom gehouden door de sprintersploegen. In de sprint leek Dylan Groenewegen lang de beste papieren te hebben, maar hij kwam te vroeg op kop en kon met gemak geklopt worden door Jasper Philipsen. Wout van Aert sprintte niet mee, hij vierde met zijn ploegmaten de eindoverwinning. 

## Uitslag
| Paris La Défense Arena – Champs Élysées (112 km) |                    |                                    |          |
| Plaats                                           | Naam               | Ploeg                              | Tijd     |
| 1                                                | Jasper Philipsen   | Alpecin-Deceuninck                 | 2u58'32" |
| 2                                                | Dylan Groenewegen  | Team BikeExchange Jayco            | z.t.     |
| 3                                                | Alexander Kristoff | Intermarché-Wanty-Gobert Matériaux | z.t.     |
| 4                                                | Jasper Stuyven     | Trek-Segafredo                     | z.t.     |
| 5                                                | Peter Sagan        | TotalEnergies                      | z.t.     |
| 6                                                | Jérémy Lecroq      | B&B Hotels-KTM                     | z.t.     |
| 7                                                | Danny van Poppel   | BORA-hansgrohe                     | z.t.     |
| 8                                                | Caleb Ewan         | Lotto Soudal                       | z.t.     |
| 9                                                | Hugo Hofstetter    | Arkéa Samsic                       | z.t.     |
| 10                                               | Fred Wright        | Bahrain Victorious                 | z.t.     |

| Algemeen klassement |                   |                                    |            |
| Plaats              | Naam              | Ploeg                              | Tijd       |
| Gele trui           | Jonas Vingegaard  | Team Jumbo-Visma                   | 79u33'20"  |
| 2                   | Tadej Pogačar     | UAE Team Emirates                  | + 2'43"    |
| 3                   | Geraint Thomas    | INEOS Grenadiers                   | + 7'22"    |
| 4                   | David Gaudu       | Groupama-FDJ                       | + 13'39"   |
| 5                   | Aleksandr Vlasov  | BORA-hansgrohe                     | + 15'46"   |
| 6                   | Nairo Quintana    | Arkéa Samsic                       | + 16'33"   |
| 7                   | Romain Bardet     | Team DSM                           | + 18'11"   |
| 8                   | Louis Meintjes    | Intermarché-Wanty-Gobert Matériaux | + 18'44"   |
| 9                   | Aleksej Loetsenko | Astana Qazaqstan                   | + 22'56"   |
| 10                  | Adam Yates        | INEOS Grenadiers                   | + 24'52"   |
|                     |                   |                                    |            |
| 19                  | Dylan Teuns       | Bahrain Victorious                 | + 1u11'30" |
| 25                  | Bauke Mollema     | Trek-Segafredo                     | + 1u45'57" |

## Opgaves
- Guillaume Boivin (Israel-Premier Tech): Niet gestart[1]
- Gorka Izagirre (Movistar Team: Niet gestart[2]
- Michael Woods (Israel-Premier Tech): Niet gestart wegens COVID[3]

1e etappe ·
2e etappe ·
3e etappe ·
4e etappe ·
5e etappe ·
6e etappe ·
7e etappe ·
8e etappe ·
9e etappe ·
10e etappe ·
11e etappe ·
12e etappe ·
13e etappe ·
14e etappe ·
15e etappe ·
16e etappe ·
17e etappe ·
18e etappe ·
19e etappe ·
20e etappe ·
21e etappe
Startlijst · Eindstanden · Afbeeldingen